# 괴팅겐 과학원

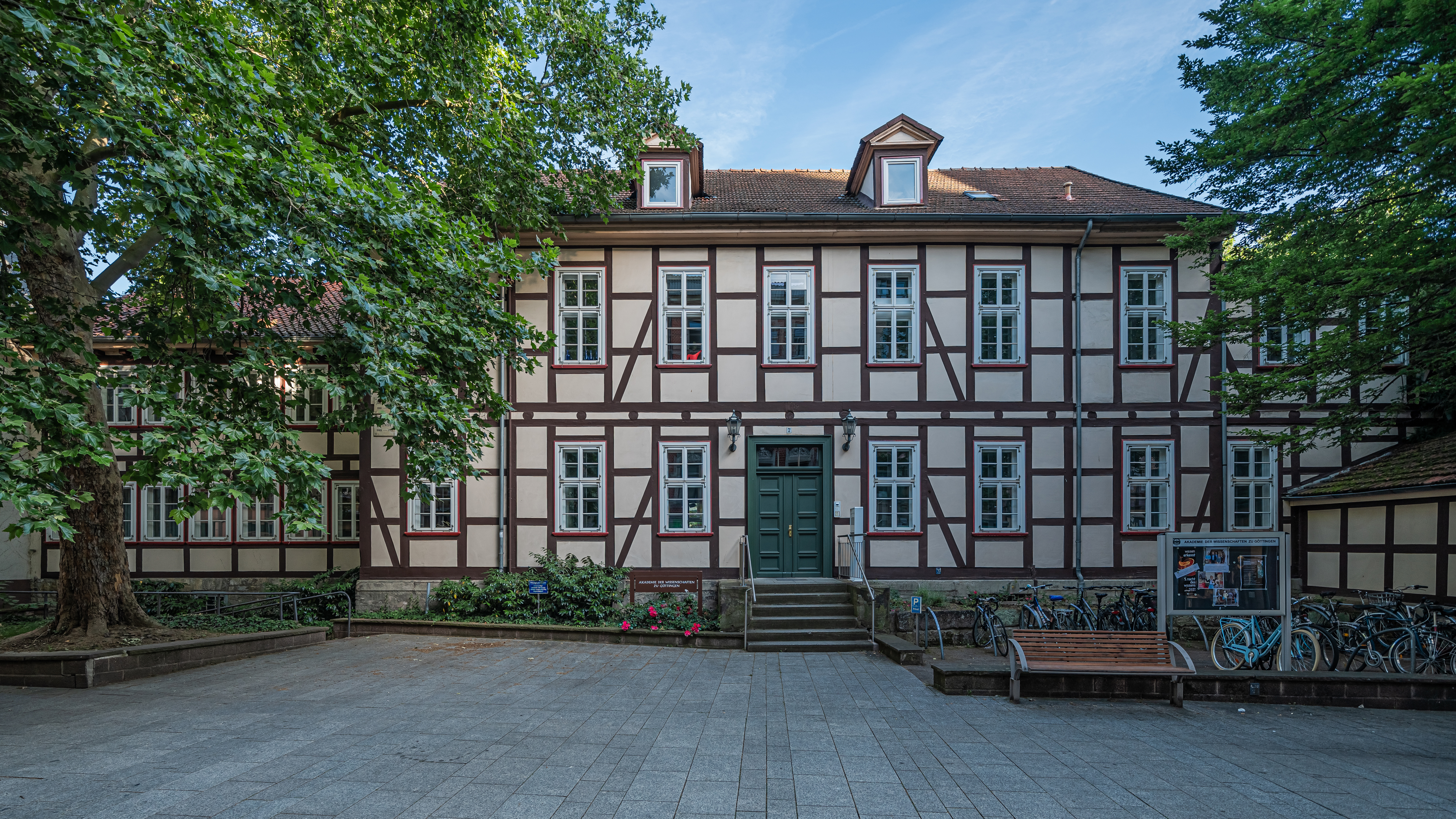

괴팅겐 니더작센 과학원(Akademie der Wissenschaften zu Göttingen), 2001년까지 괴팅겐 과학원은 1751년에 조지 2세에 의해 설립되어 현재는 독일과학원연맹의 8개의 과학원 가운데 레오폴디나 다음으로 가장 오래된 역사를 가지고 있다. 자체적 연구와 국내외의 연구기관 및 학자들과의 학문적 협력을 위해 일하고 있다. 자신의 연구 분야에서 특별히 많은 공로를 세운 정신 및 자연 과학자들을 회원으로 하며 이렇게 해서 높은 학문적 수준의 학제성을 실현하고 있다.